# Heart-Shaped Box
Heart-Shaped Box è una canzone del gruppo grunge statunitense Nirvana. Scritta dal cantante Kurt Cobain, è stata estratta come primo singolo dall'album In Utero (1993). Ha raggiunto la prima posizione della classifica Alternative Songs negli Stati Uniti, rimanendo in testa per tre settimane consecutive. Ha inoltre raggiunto la quinta posizione della Official Singles Chart, rivelandosi la miglior posizione in classifica ottenuta da un singolo dei Nirvana nel Regno Unito.

## Origine e registrazione
Heart-Shaped Box è stata scritta da Kurt Cobain verso la fine del 1992, o all'inizio del 1993. Cobain disse che, per scrivere questa sua canzone, si era ispirato ai documentari sui bambini malati di cancro. Cobain lasciò da parte questa canzone per un po' di tempo, ma riprese poi nuovamente a lavorarci, quando insieme alla moglie Courtney Love sì trasferì in un appartamento a Hollywood Hills. Secondo Courtney Love, la canzone è stata scritta in un armadio della camera da letto della coppia. «Abbiamo avuto questo grande armadio», ha spiegato in un'intervista del 1994 di Rolling Stone «e ho sentito che lui stava lavorando su Heart-Shaped Box.» Ha scritto la canzone in cinque minuti. La Love ha anche rivelato che chiese a Cobain di poter usare il riff di chitarra per una sua canzone, ma lui la mandò via (più precisamente le disse: "What? Do you need that riff? Fuck you!") e richiuse l'armadio dove stava componendo.
I Nirvana ebbero grandi difficoltà per finire questa canzone. Cobain chiamò a sé il resto della band perché voleva terminare la canzone durante la jam session. Cobain dichiarò: «Durante quelle prove, ho cercato di attendere Krist e Dave per continuare la canzone, ma poi siamo riusciti solo a trasformarla in rumore per tutto il tempo.» Un giorno, Cobain compì un ultimo tentativo di completare la canzone; fortunatamente, Cobain riuscì a giungere ad una melodia vocale e la band finalmente finì di scrivere la canzone. Cobain poi disse che quando completarono Heart-Shaped Box: «Abbiamo finalmente capito che si trattava di una buona canzone.»
Heart-Shaped Box è stata eseguita dal vivo, per la prima volta, il 16 gennaio 1993, a San Paolo, Brasile. La prima versione della canzone è stata registrata in studio da Craig Montgomery nel gennaio 1993 a Rio de Janeiro, in Brasile. Questa versione, però, non sarà quella pubblicata nell'album In Utero; infatti, questa versione del testo apparirà solo nel 2004, con la raccolta With the Lights Out, e poi anche nella raccolta del 2005, Sliver - The Best of the Box. Questa prima versione di Heart-Shaped Box è dotata di un ritornello più esteso e la chitarra è più solista.
Nell'agosto del 2015 viene pubblicata non ufficialmente una demo strumentale del brano, registrata al Pachyderm Studio (dove verrà poi anche registrata la versione che comparirà su In Utero). La traccia dispone di un assolo di chitarra più esteso e grezzo.
La versione di Heart-Shaped Box che si trova nel disco In Utero venne registrata nel febbraio del 1993 da Steve Albini e Cannon Falls, Minnesota. Il brano venne remixato da Scott Litt insieme a All Apologies e, successivamente, anche a Pennyroyal Tea, prima della pubblicazione dell'album; ciò portò ad accuse di tradimento da parte di molti detrattori della band. Cobain è stato impenitente circa la decisione della band, sostenendo che la voce e il basso non sono stati abbastanza prominenti nel mix originale. Mentre il bassista Krist Novoselic fu scontento, anche con il mix originale di Heart-Shaped Box. Nel 1993, durante un'intervista al Chicago Sun-Times, Novoselic dichiarò che l'originale effetto usato dalla chitarra solista nel brano di Heart-Shaped Box era "come un fottuto aborto che colpisce il pavimento". Quando il brano è stato remixato da Scott Litt, Cobain ha colto l'occasione per aggiungere al brano, la chitarra acustica e delle armonie di sostegno.

## Significato
Nelle inusuali note di In Utero, pubblicato postumo nel 2002 nel Journal, Cobain dichiarò che la canzone era ispirata dallo scritto "Camille's vaginal flower theory", riferendosi alla critica americana Camille Paglia di cui egli è stato un fan. Nel 1990, nel libro della Paglia Sexual Personae, la scrittrice esplora la prevalenza del pensiero che i genitali femminili vengono percepiti come ferite, spesso manifestandosi nella letteratura psicoanalitica in un fiore malato immaginario. Lei cita le malattie dei fiori, come William Blake nello scritto The Sick Rose, con la citazione "velenosi genitali fiori". Parleranno dell'argomento anche Joris Karl Huysmans in À rebours e Tennessee Williams con una descrizione comparata tra una vagina e "un'orchidea". Quest'ultimo riferimento è presente in Heart-Shaped Box nel verso "proprio adesso le orchidee carnivore non perdonano nessuno".
Inoltre, in un'intervista a Spin del 2005, la vedova Cobain Courtney Love ha sostenuto che Heart-Shaped Box è stata scritta in merito alla sua vagina. La Love criticò il fatto che la canzone fosse spesso portata come prova, da parte di Cobain, della sua presenza dominatrice all'interno del loro rapporto; tale critica fu però sempre respinta da Cobain in tutte le interviste.

## Video musicale
I Nirvana inizialmente, come regista per il videoclip del brano, desideravano Kevin Kerslake, che aveva già diretto in passato i video dei loro singoli Come as You Are, Lithium, In Bloom e Sliver. Kerslake preparò, tra luglio e agosto del 1993, ben 5 soggetti, ma non filmò nulla e così alla fine di agosto il gruppo decise di affidare il lavoro all'olandese Anton Corbijn. Corbijn, che era solito realizzare video basati su soggetti ideati da lui stesso, al principio non era sicuro di accettare di dirigere il video, dato che l'idea di Cobain era assai particolareggiata; Corbijn al proposito disse: «Ma poi gli diedi un'occhiata e pensai che effettivamente era [un'idea] piuttosto buona. Ero molto meravigliato da qualcuno che, come lui, scriveva una canzone e aveva quelle idee accurate.»
Il video comincia e termina con i membri della band seduti in una sala di un ospedale che guardano un uomo anziano in un letto e attaccato a una flebo. La gran parte delle scene, però, ha luogo in una surreale ambientazione che ricorda l'immaginario mondo del mago di Oz. Mentre la band canta la prima strofa, l'anziano dell'ospedale sale e si posiziona su una croce, su cui sono appollaiate delle cornacchie. La seconda strofa introduce una bambina vestita come un membro del Ku Klux Klan che salta nel tentativo di toccare dei feti umani che pendono da un albero, e una donna grassa con indosso un costume sul quale sono dipinti degli organi umani e con della ali d'angelo attaccate sulla schiena (quest'ultima riprende l'immagine di copertina di In Utero). Nell'ultima parte, il video mostra la sola band che suona il ritornello del brano, mentre Cobain sposta ripetutamente la faccia dall'obiettivo della telecamera. Mentre gran parte del video fu ideato da Cobain, Corbijn aggiunse elementi come le cornacchie volutamente artificiali, la scala su cui l'uomo anziano sale per andare sulla croce e la scatola con il cuore in cima dentro la quale la band si esibisce quando canta per l'ultima volta il ritornello. Corbijn realizzò un'altra versione del video che includeva spezzoni alternati nella strofa finale, più inquadrature della bambina e della donna grassa e scene di Cobain steso supino in un campo di papaveri con la nebbia che lo circonda. Questa versione è presente nel DVD The Work of Director Anton Corbijn.
Dopo l'uscita del video, Kevin Kerslake citò in giudizio i Nirvana per violazione del diritto d'autore. Il caso fu risolto al di fuori del tribunale. Il video vinse due MTV Video Music Awards nel 1994, il primo come Miglior video alternativo e l'altro come Miglior regia. Siccome la cerimonia si tenne dopo la morte di Cobain, i premi furono ritirati dai due membri rimanenti del gruppo (Dave Grohl e Krist Novoselic) e dal chitarrista turnista Pat Smear.

## Altre versioni
- Una versione cover della canzone è stata inserita nel gioco musicale per PlayStation 2 e Xbox 360 Guitar Hero II.[18]
- Un'altra versione cover della canzone da parte dei Dead Sarah accompagna i titoli di coda del gioco Infamous: Second Son.
- Una cover strumentale è stata usata in uno dei trailer della seconda stagione e in un episodio della serie tv HBO Westworld - Dove tutto è concesso.

## Tracce
I seguenti brani sono apparsi sul singolo:
1. Heart-Shaped Box [LP Version] (Cobain) - 4:39
2. Milk It [LP Version] (Cobain) - 3:52
3. Marigold (Grohl) - 2:33

## Formazione
- Kurt Cobain - voce, chitarra
- Krist Novoselic - basso
- Dave Grohl - batteria, voce in Marigold

## Classifiche
| Classifica (1993)             | Posizione massima |
| ----------------------------- | ----------------- |
| Australia                     | 21                |
| Belgio (Fiandre)              | 31                |
| Canada                        | 17                |
| Finlandia                     | 14                |
| Francia                       | 37                |
| Irlanda                       | 6                 |
| Nuova Zelanda                 | 9                 |
| Paesi Bassi                   | 36                |
| Regno Unito                   | 5                 |
| Stati Uniti (alternative)     | 1                 |
| Stati Uniti (mainstream rock) | 4                 |
| Svezia                        | 16                |